# Phenacorhamdia
Phenacorhamdia — рід сомоподібних риб родини гептаптерових. Має 12 видів. Наукова назва походить від грецького слова phenax, тобто «оманливий».

## Опис
Загальна довжина представників цього роду коливається від 3,8 до 6,7 см. Голова і тулуб стрункі, витягнуті. Очі маленькі. Є 3 пари вусів помірної довжини. Спинний плавець високий, гіллястий. Грудні плавці витягнуті. Черевні плавці доволі великі, широкі. Жировий плавець довгий. Анальний плавець великий, довгий, промені — гіллясті. Хвостовий плавець витягнутий, розрізаний, лопаті різної довжини (різняться за видами).
Забарвлення коричневе з різними відтінками.

## Спосіб життя
Біологія вивчена недостатньо. Це демерсальні риби. Воліють до прісних водойм. Активні вночі. Живляться дрібними водними безхребетними, личинками.

## Розповсюдження
Мешкає у басейні річок Оріноко, Парана, Укаялі, Мадейра, Маморе.

## Види
- Phenacorhamdia anisura
- Phenacorhamdia boliviana
- Phenacorhamdia hoehnei
- Phenacorhamdia macarenensis
- Phenacorhamdia nigrolineata
- Phenacorhamdia provenzanoi
- Phenacorhamdia roxoi
- Phenacorhamdia somnians
- Phenacorhamdia suia
- Phenacorhamdia taphorni
- Phenacorhamdia tenebrosa
- Phenacorhamdia unifasciata